# أحمد بن نصيب
أحمد بن نصيب (21 يوليو 1974 -) هو لاعب نادي النصر سابقا.

## حياته ونشأته
هو أحمد بن عبد الله بن نصيب الغامدي ويكنى بأبو تركي من مواليد الباحة قرية الظفير درس الابتدائية بالضفير وانتقل بعدها إلى الرياض والده معلم بالرياض ووالده لاعب ونجم كبير في نادي الرياض وبعدها انتقل إلى نادي الكوكب بالخرج.
يلعب بن نصيب في مركز المحور.
وسجل أحمد بن نصيب في نادي النصر بعد انتقال والده إلى الرياض وتحديداً في عام 1410, قاد النصر قي العام الذي يليه لتحقيق لقب دوري درجة الناشئين، وانضم لمنتخب الناشئين ومن ثم الشباب.
حصل بن نصيب على لقب أفضل لاعب صاعد في نادي النصر عام 1414هـ وانضم للفريق الأول، وذلك العام شهد فوز النصر بلقب الدوري السعودي كما ساهم بالمحافظة على اللقب في العام الذي يليه.
حصد بن نصيب الكثير من الألقاب والبطولات مع النصر، وانضم للمنتخب الأول في فترات متقطة، اعتبره الكثير من المدربين الذين مروا على نادي النصر من أهم اوراقهم في التشكيلة واطلق الفرنسي فرنانديز عليه الجندي المجهول نظرا للادوار الكثيرة التي يقوم بها.
من أبرز أهدافه في مرمى المحرق البحريني في بطولة كأس الخليج للأندية عام 1416 حيث سدد كرة قوية من مسافة بعيدة حسمت البطولة لنادي النصر وهي أول بطولة خارجية سجلت باسم النادي.
شارك أساسياً في كأس العالم لكرة القدم عام 2000 في البرازيل وقدم مستوى مميز في تلك البطولة، وبعدها بأشهر قليلة قامت إدارة النصر بابعاده مع مجموعة من اللاعبين لرغبتها باحلال لاعبين جدد ورحل لنادي الحزم ثم نادي الشعلة قبل أن يعتزل الكرة عام 1422هـ

## إسهاماته مع النصر
- الحصول على الدوري السعودي 1414 و1415هـ
- الحصول على كأس الاتحاد السعودي 1418
- الحصول على كأس الكؤوس الآسيوية 1418
- الحصول على كأس السوبر الآسيوي 1419
- الحصول على كأس الخليج للأندية 1416 و1417